# 國際宗教自由聯盟
國際宗教自由聯盟（英語：International Religious Freedom Alliance）是由美國政府等27國於2020年2月成立，台灣則為觀察員。該聯盟目的，包括致力在全世界範圍保護和提倡宗教和信仰自由，並補充聯合國及其他多邊組織正進行的工作。

## 成員與宗旨
美國國務院2018年起主辦促進國際宗教自由部長級會議，美國國務卿蓬佩奧在2019年7月的华盛顿举办第二届“促进宗教自由”部长级会期间宣布成立该组织。对此中国外交部发表该组织是打着“宗教自由”的幌子干涉别国内政，必然归于失败。同年9月，美國在聯合國舉辦的宗教自由會議上，美國總統川普也談到這一聯盟。蓬佩奧2020年2月5日宣布聯盟成立，創始成員包括，美國、波蘭、烏克蘭、英國、阿爾巴尼亞、奧地利、波赫、巴西、保加利亞、哥倫比亞、克羅埃西亞、捷克、愛沙尼亞、甘比亞、喬治亞、希臘、匈牙利、以色列、科索沃、拉脫維亞、立陶宛、馬爾他、荷蘭、塞內加爾、斯洛伐克、斯洛維尼亞、多哥。
聯盟宣言中，包括「優先行動領域」，例如用制裁和提倡方式，來因應那些由於宗教信仰原因而被監禁或遭迫害的個人，以促進多元和寬容等。2020年2月，该组织举行首届峰会。